# Alvaro Piccardi
Alvaro Piccardi (Ponte San Pietro, 3 giugno 1941 – Roma, 18 agosto 2025) è stato un attore e regista italiano.

## Biografia
Fratello maggiore dell'attore Silvano Piccardi è stato interprete, nel 1959, dello sceneggiato televisivo diretto da Anton Giulio Majano L'isola del tesoro, tratto dal romanzo omonimo di Robert Louis Stevenson, in cui ha interpretato il ruolo del giovane protagonista, Jim Hawkins. Per il cinema ha recitato nel film del 1968, diretto da Luigi Comencini, Italian Secret Service. Come doppiatore ha prestato la voce a John Rubinstein nella seconda serie dello sceneggiato televisivo Radici (Le nuove generazioni) e a Paulo José nella telenovela Villa Bianca. Nel 2002 ha interpretato Monsignor Samoré nella miniserie TV Papa Giovanni, mentre per la radio ha registrato nel 2004 lo sceneggiato Bounty, trasmesso da Rai Radio 2.
E' morto il 18 agosto 2025, all'età di 84 anni.

### Teatro
Piccardi fu essenzialmente attore teatrale. Debuttò giovanissimo con Alida Valli in una riduzione del Giro di vite di Henry James e poi con Henrik Ibsen. Dal 1969 al 1980 è stato socio della compagnia del Gruppo della Rocca, interpretando diversi spettacoli diretti da Roberto Guicciardini ed Egisto Marcucci (è stato fra l'altro protagonista di Aspettando Godot di Samuel Beckett e de Il mandato di Nikolaj Ėrdman). Fra le sue collaborazioni figura anche quella con il Teatro Biondo di Palermo, per il quale ha diretto Il povero Piero, di Achille Campanile.
Come regista teatrale ha debuttato nel 1979 dirigendo Il concerto di Renzo Rosso. Da allora ha portato in scena rappresentazioni che hanno visto protagonisti fra gli altri Vittorio Gassman (Otello), Ugo Pagliai e Paola Gassman (Il bugiardo di Carlo Goldoni e Il padre di August Strindberg), Paola Borboni e Mario Feliciani (Incontro al Parco delle Terme), Paola Mannoni (Medea di Lucio Anneo Seneca), Flavio Bucci (Rudens di Plauto), Caterina Vertova ed Edoardo Siravo (La lunga notte di Medea di Corrado Alvaro), Andrea Roncato (Nessuno è perfetto), Massimiliano Vado e Marianella Bargilli (Elena di Euripide). Ha portato in scena anche Amedeo o Come sbarazzarsene, di Eugène Ionesco, e Il codice di Perela, di Aldo Palazzeschi.
Cresciuto alla scuola di grandi registi internazionali, è stato fra i fondatori della Bottega teatrale di Gassman, con la quale ha curato la messa in scena di Girotondo di Arthur Schnitzler. Come insegnante di recitazione ha collaborato con la scuola di Teatro di Bologna, con il laboratorio di esercitazioni sceniche di Roma diretto da Gigi Proietti (per il quale ha messo in scena Oh, Luciano!, da I dialoghi di Luciano di Samosata), con la Civica Scuola del Teatro del Comune di Milano e con l'Accademia dei filodrammatici. Ha diretto inoltre l'Accademia di recitazione del Teatro Bellini di Napoli e nel 1999 ottenne la cattedra della Commedia dell'arte presso l'Accademia Nazionale di Varsavia, in Polonia. Fu inoltre insegnante e direttore presso la Q Academy - Nuova Accademia Internazionale d'Arte Drammatica di Roma.
Piccardi ha diretto anche l'Accademia d'arte drammatica della Calabria, con cui ha messo in scena nel 1991 Intrighi d'amore di Torquato Tasso, e la Scuola di Teatro dell'I.N.D.A.. Come direttore didattico del Teatro Stabile di quella regione ha messo in scena Sonata a Kreutzer, derivato dal romanzo omonimo di Lev Tolstoj. Sperimentatore di metodi di recitazione indirizzati prettamente ai giovani attori, nel 1992 produsse due spettacoli con il Laboratorio teatrale "Guerra di Troia": Agamennone dall'Orestea di Eschilo ed Ifigenia in Aulide di Euripide. Insegnò infine alla ACT MULTIMEDIA a Cinecittà a Roma.

## Prosa radiofonica Rai
- Merluzzo, di Marcel Pagnol, regia di Alessandro Brissoni, trasmessa il 22 aprile 1957.

## Prosa televisiva Rai
- Il Cadetto Winslow, di Terence Rattigan, regia Franco Enriquez, trasmessa il 6 giugno 1955.
- Jack e Jiil, dal romanzo di Louisa May Alcott, regia di Alessandro Brissoni, trasmessa il 10 settembre 1956.
- L'isola del tesoro (1959)
- Spera di sole (1959)
- Racconti garibaldini (1960)
- La porta (1964)
- Antonio e Cleopatra (1965)
- Le avventure di Laura Storm (1966, episodio I due volti della verità)
- Il mestiere di vincere (1968)
- Il caso Bebawi, regia di Valerio Jalongo (1996)
- Papa Giovanni - Ioannes XXIII (2002)

## Filmografia parziale
- Gli orizzonti del sole (1956)
- Il cavaliere dai cento volti (1960)
- Giorno per giorno, disperatamente, regia di Alfredo Giannetti (1961)
- Italian Secret Service (1968)
- Per amore o per forza (1971)
- L'ospite (1972)
- La donna delle meraviglie (1985)